# Pipra Rajbara
Pipra Rajbara – gaun wikas samiti w środkowej części Nepalu  w strefie Narajani w dystrykcie Rautahat. Według nepalskiego spisu powszechnego z 2001 roku liczył on 936 gospodarstw domowych i 6295 mieszkańców (2971 kobiet i 3324 mężczyzn).